# 西山根墓地
西山根墓地，位于中国青海省贵德县河东乡贡巴村，为青海省市县级文物保护单位，公布日期为1986年10月31日，类型为古墓葬。
西山根墓地的历史年代为新石器时代。